# Петровка (Подольский район)
Петровка (укр. Петрівка) — село, относится к Подольскому району Одесской области Украины.
Население по переписи 2001 года составляло 200 человек. Почтовый индекс — 66371. Телефонный код — 4862. Занимает площадь 0,81 км². Код КОАТУУ — 5122986001.

## Местный совет
66371, Одесская обл., Подольский р-н, с. Петровка.

## История
Село входило в состав Валегоцуловской волости (до 1945 г.), Одесской губернии (до 1940 г.), после в состав Долинского района, Одесской области.
На январь 1958 года Петровский сельсовет Ананьевского р-на передан в состав Котовского района (решение исполкома Одесского облсовета от 15.01.1958).